# Принцип нерівноважної динаміки Пригожина-Онзагера
Принцип нерівноважної динаміки Пригожина-Онзагера. Цей принцип обговорювався Л. Онзагером (Lars Onsager) в 1931 р. і був розвинений в працях І. Пригожина (Ilia Prigogine) 1947 р. і, особливо, 60-80-х років. «Тут ми підходимо до одного з наших головних висновків: на всіх рівнях, будь-то рівень макроскопічної фізики, рівень флуктуацій або мікроскопічний рівень, джерелом порядку є нерівноважність. Нерівноважність є те, що породжує „порядок з хаосу“ … Якщо стійкі системи асоціюються з поняттям детерміністичного, симетричного часу, то нестійкі хаотичні системи асоціюються з поняттям імовірнісного часу, який передбачає порушення симетрії між минулим і майбутнім».
Перейшовши межу стійкості, система потрапляє в критичний стан, званий  точкою біфуркації. У цій точці навіть невелика флуктуація може вивести систему на інший шлях еволюції і різко змінити її структуру і поведінку. Таким чином, випадковість і необхідність доповнюють одна одну, визначаючи долю  відкритої системи.
Таким чином, для  закритих систем загальним принципом є другий закон термодинаміки, для відкритих — принцип Пригожина-Онзагера. Клас закритих (консервативних) систем досить вузький у порівнянні з більш широким класом  дисипативних систем. Однак, клас сильно дисипативних процесів (для підтримки яких потрібно більше енергії, ніж для підтримки більш простих структур) також досить вузький у порівнянні з класом проміжних процесів. Так, принцип Пригожина-Онзагера не описує коливальні процеси. Іншими словами, кожний з використовуваних «за аналогією» принципів «суворої  фізики» має свою, цілком конкретну область застосування, в якій він конструктивний. Це слід обов'язково пам'ятати, переносячи на  екологію уявлення суміжних (і не дуже суміжних) дисциплін.
Даний принцип нерівноважної динаміки прихильниками класичного термодинамічного підходу (їх називають ще  креаціоністами) приймається «в багнети». Тут легко проглядається аналогія дискусії редукціонізм — системний підхід з подібною «непримиренністю» одних і відомим ступенем «демократичності» інших. Креаціоністи вважають, що ніякої альтернативи термодинаміці просто не може бути. Але тоді справедливе питання «з філософським відтінком»: вся еволюція  біосфери — це «загальмований і флуктуюючий, але невідворотний спад в океан  ентропії або важке і геологічно тривале спливання з цього океану по шляху мінімального виробництва ентропії і створення тим самим все більшої кількості порядку, структурованості і, дозволимо собі сказати, краси, яку зазвичай іменують  негентропією?»
Думка самого Пригожина на цей рахунок така: «Питання про те, що фізично реалізовується і що нереалізовано, емпіричне». І тут слід пам'ятати, що стани фізичних та  біологічних систем якісно різні і не зводяться один до одного. До певної міри, вирішальну роль у цьому відіграє принцип Реді — omne vivum e vivo («все живе походить тільки від живого»).
Для  екологічних систем фізичний детермінований світ Лапласа (перехід зі стану X0 в стан XT по одній траєкторії) є «прикордонним» (за термінологією Пригожина, має місце «ентропійний бар'єр»). Дві інші ситуації можуть бути реалізовані в екосистемах за певних співвідношень факторів середовища (наприклад, гіпотези моноклімакса [Е <0] і клімакса-мозаїки [Е> 0]).
З точки зору екологів другий варіант («спливання») виглядає більш прийнятною теоретичної схемою. Непрямим підтвердженням тому є зростання біорізноманіття, наростання досконалості організації живих істот і т.і. Цікаво, що Р. Маргалеф бачить «протистояння класичної та некласичної термодинаміки» у відповіді на питання: «чи утворюється щось нове при переході від процесу до структури?». І те ж питання, але в більш загальній, філософській формі: «Але якщо дійсну складність екосистем або соціальних структур людства неможливо легко вивести з процесів, що їх породжують, і якщо така складність важлива, то що можна очікувати від наукового підходу до вивчення систем, які мають історію?»

## Ресурси Інтернету
- Розенберг Г. С. О структуре учения о биосфере
- Дедю И. И. Экологический энциклопедический словарь. — Кишинев, 1989 [Архівовано 24 жовтня 2016 у Wayback Machine.]
- Словарь ботанических терминов / Под общ. ред. И. А. Дудки. — Киев, Наук. Думка, 1984 [Архівовано 31 жовтня 2016 у Wayback Machine.]
- Англо-русский биологический словарь (online версия) [Архівовано 6 листопада 2016 у Wayback Machine.]
- Англо-русский научный словарь (online версия) [Архівовано 21 жовтня 2016 у Wayback Machine.]